# Tito Schipa

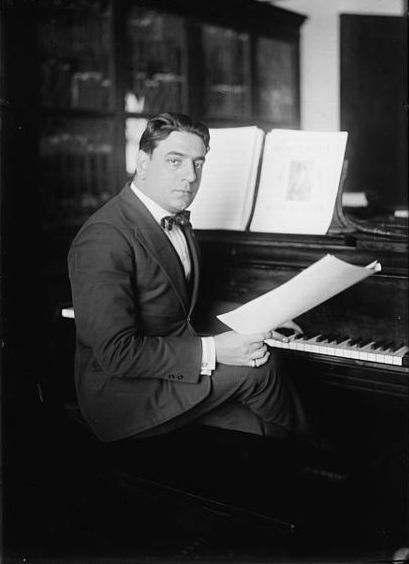
Tito Schipa.

Tito Schipa, egentligen Raffaele Attilio Amedeo Schipa, född 27 december 1888 i Lecce, död 16 december 1965 i New York, var en italiensk operasångare (tenor) och sångpedagog. Schipa var en av samtidens mest kända och belönade sångare, och anses ibland vara den bäste tenoren någonsin i registren "tenore leggero" och "tenore di grazia".

## Biografi
Schipa föddes i slutet av 1888 (fastän födelseattesten anger 2 januari 1889) i ett arbetarhem i Lecce. Redan i grundskolan upptäcktes hans goda röst och 1902 fick han genom biskop Gennaro Trama tillfälle, att studera sång och komposition vid seminariet i Lecce. Några år senare flyttade han på inrådan till Milano och antogs som elev hos Emilio Piccoli. Han debuterade i Vercelli i La traviata den 4 februari 1909. Efter att i flera år varit aktiv i Giuseppe Borbonis turnerande operagrupp, vars verksamhet upphörde 1911, begav sig Schipa till Neapel och fick där sitt genombrott 1914 i Tosca.
Sedan han företagit en framgångsrik turné i Spanien, emigrerade han 1919 till USA på inbjudan av Mary Garden och Cleofonte Campanini vid Civic Opera House i Chicago. Första framträdandet därsammastädes den 4 december i Rigoletto blev succéartad, och i pressen utnämndes han till Carusos efterträdare. Anställningen som förste tenor vid operahuset varade i 15 år och följdes av engagemang vid Metropolitan i New York. Under andra världskriget utvecklade han ett förhållande med Caterina Boratto och återvände till Italien. Hans kopplingar till fascismen och vänskapen med Achille Starace gjorde honom impopulär i USA och sedermera i hemlandet. 1956 blev han ledare för en sångskola i Budapest och utsågs påföljande år till ledare för juryn vid den första Världsungdomsfestivalen i Moskva. Kontakten med Sovjetunionen gjorde honom till föremål för italienska säkerhetspolisens intresse och italienska regeringen avbröt avtalet om att finansiera en av honom planerad sångskola. Kommunistanklagelserna försatte den redan slösaktige Schipa i ekonomiskt trångmål.
Nödgad att återvända till USA, mottogs han där varmt och idén om en egen sångskola realiserades i New York. Han var lärare vid skolan fram till sin död 1965. Vid bortgången hade han sjungit in över 130 grammofonskivor i USA mellan 1913 och 1934, och medverkat i flera italienska musikalfilmer. 1932 tilldelades han franska Hederslegionen.
Schipa var mycket språkbegåvad; förutom att tala fyra språk flytande, behärskade han att sjunga på elva. Med en begränsad repertoar kunde han behålla sångrösten långt upp i åldern. Han gifte sig första gången i New York 1920 med Antoinette Michel d'Ogoy, som han träffade i samband med världspremiären av Giacomo Puccinis Svalan i Montecarlo. Makarna fick två döttrar, men äktenskapet var ostadigt till följd av Schipas notoriska otrohet. Hustrun avled 1947, varvid Schipa gifte sig med skådespelaren Teresa Borgna, känd som Diana Prandi. I det andra äktenskapet föddes en son, musikern och kompositören Tito Schipa Jr.